# Saugling
Ein Saugling ist in der Imkerei ein künstlich gebildetes Bienenvolk, das durch das zeitweise Aufsetzen einer bienenfreien Zarge mit Brut- und Futterwaben auf ein starkes Bienenvolk entsteht. Ziel ist es, junge Pflegebienen – sogenannte Ammenbienen – in die obere Zarge zu locken.

## Bildung
Zur Bildung eines Sauglings wird eine bienenfreie Zarge mit Brut- und Futterwaben auf ein starkes Bienenvolk gesetzt, getrennt durch ein Absperrgitter, das die Bienenkönigin am Überwechseln in die obere Zarge hindert. Die Ammenbienen aus dem unteren Volk wandern in die obere Zarge ein, um die Brut zu versorgen.
Nach etwa 24 Stunden wird die Zarge abgehoben, auf einen eigenen Boden gestellt und außerhalb des Flugkreises des Ammenbienenspendervolkes aufgestellt. Acht Tage später werden die Nachschaffungszellen gebrochen, um eine unkontrollierte Königinnenentwicklung zu vermeiden. Anschließend wird eine Bienenkönigin zugesetzt.

## Verwendung
Der Saugling dient hauptsächlich der Vorbeugung des Schwarmtriebs und wird auch zur Völkervermehrung eingesetzt. Zur akuten Schwarmverhinderung eignet sich diese Methode jedoch nicht.

## Herkunft des Begriffs
Der Begriff „Saugling“ leitet sich von der bildhaften Vorstellung ab, dass durch das Aufsetzen einer Zarge mit Brutwaben Ammenbienen aus dem darunterliegenden Bienenvolk „angesaugt“ werden.